# Jacques Daniel-Norman
Ne doit pas être confondu avec Jacques Daniel ou Daniel Jacques.
Joseph Jacques Compère dit Jacques Daniel-Norman, né  le 2 décembre 1901 dans le 2e arrondissement de Lyon et mort le 5 décembre 1978 dans le 8e arrondissement de Paris, est un réalisateur et scénariste français.

## Biographie
Il est l'époux de l'actrice Ketty Kerviel (1916 / 2009). 
Il meurt chez lui le 5 décembre 1978 à Paris 8e et est inhumé au cimetière parisien de Saint-Ouen (Seine-Saint-Denis).

## Filmographie

### Réalisateur
- 1937 : Si tu reviens
- 1938 : Prince de mon cœur
- 1940 : Marseille mes amours
- 1941 : Le Briseur de chaînes
- 1942 : La Loi du printemps
- 1943 : Ne le criez pas sur les toits
- 1944 : L'aventure est au coin de la rue
- 1946 : 120, rue de la Gare
- 1946 : Monsieur Grégoire s'évade
- 1947 : Les Trois Cousines
- 1948 : Le Diamant de cent sous
- 1948 : Si ça peut vous faire plaisir
- 1948 : La Femme que j'ai assassinée
- 1949 : L'Ange rouge
- 1951 : Cœur-sur-Mer
- 1951 : Dakota 308
- 1952 : Son dernier Noël
- 1954 : Tourments
- 1961 : Alerte au barrage

### Scénariste
(de ses propres films, sauf mention contraire)
- 1935 : Un soir de bombe de Maurice Cammage
- 1936 : Une femme qui se partage de Maurice Cammage
- 1936 : Bach détective de René Pujol
- 1937 : La Belle de Montparnasse de Maurice Cammage
- 1938 : Prince de mon cœur
- 1940 : Marseille mes amours
- 1942 : La Loi du printemps
- 1944 : L'aventure est au coin de la rue
- 1946 : 120, rue de la Gare
- 1946 : Monsieur Grégoire s'évade
- 1947 : Les Trois Cousines
- 1948 : Si ça peut vous faire plaisir
- 1949 : Les Nouveaux Maîtres de Paul Nivoix
- 1949 : L'Ange rouge
- 1951 : Cœur-sur-Mer
- 1952 : Son dernier Noël
- 1954 : Tourments